# Fancy (Drake)
Fancy è un brano musicale del rapper canadese Drake, estratta come quarto singolo dall'album Thank Me Later. Al brano collaborano il rapper T.I. e Swizz Beatz. Il singolo è stato reso disponibile per il download digitale il 3 agosto 2010.

## Tracce
CD Single Cash Money / Motown - (UMG)
1. Fancy - 5:19

## Classifiche
| Classifica (2010) | Posizione massima |
| ----------------- | ----------------- |
| Stati Uniti       | 25                |
| Stati Uniti (R&B) | 4                 |
| Stati Uniti (Rap) | 1                 |